# Zuur zout
Een zuur zout of waterstofzout is een zout afkomstig van een meerwaardig zuur  (een zuur met meerdere waterstofionen per zuurrest) waarin niet alle waterstofionen vervangen zijn door metaalionen. Een dergelijk zuurrestion van zo'n zout kan nog een waterstofion afstaan en dus nog reageren als zuur, maar kan ook nog een proton opnemen en dus ook als base optreden, vandaar dat we spreken: zure zouten, ook wel amfolyten genoemd.

## Voorbeeld

Structuurformule van natriumwaterstofcarbonaat

Als in het tweewaardige zuur koolzuur slechts één waterstofion vervangen is door een natriumion, ontstaat natriumwaterstofcarbonaat (NaHCO3). De zuurrest waterstofcarbonaat is een brønstedzuur, aangezien het een waterstofion kan afstaan:
HCO3− → CO32− + H+
Bij indampen ontstaat het zout van het geconjugeerde zuur.
Het waterstofcarbonaation kan echter ook een waterstofion opnemen, en is dus ook een brønstedbase:
HCO3− + H+ → H2CO3
waarbij koolzuur gevormd worden.
Dergelijke zuurrest-ionen van deze zouten reageren als amfolyten. Ze kunnen zowel als een zuur als een base reageren, de mate waarin dit gebeurt hangt af van de zuur- en baseconstanten.

## Toepassingen en eigenschappen
Waterstofzouten vinden toepassingen als buffers en zuurteregelaars in het lab, maar ook om de smaak te verbeteren in voeding.
Een algemene regel is, dat deze waterstofzouten beter oplosbaar zijn dan zouten waarbij alle waterstof-atomen in de zuurrest door metaal-ionen vervangen zijn. Een bekend voorbeeld is calciumwaterstofcarbonaat dat opgelost in (hard) leidingwater voorkomt en het bij koken ontstane calciumcarbonaat (ketelsteen) dat veel minder oplosbaar is en dus neerslaat.
{\displaystyle {\ce {Ca_{(aq)}^{2+}\ +\ 2HCO3_{(aq)}^{-}\ ->\ CO2_{(g)}\ +\ CaCO3_{(s)}\ +\ H2O_{(l)}}}}